# سیاست قزاقستان

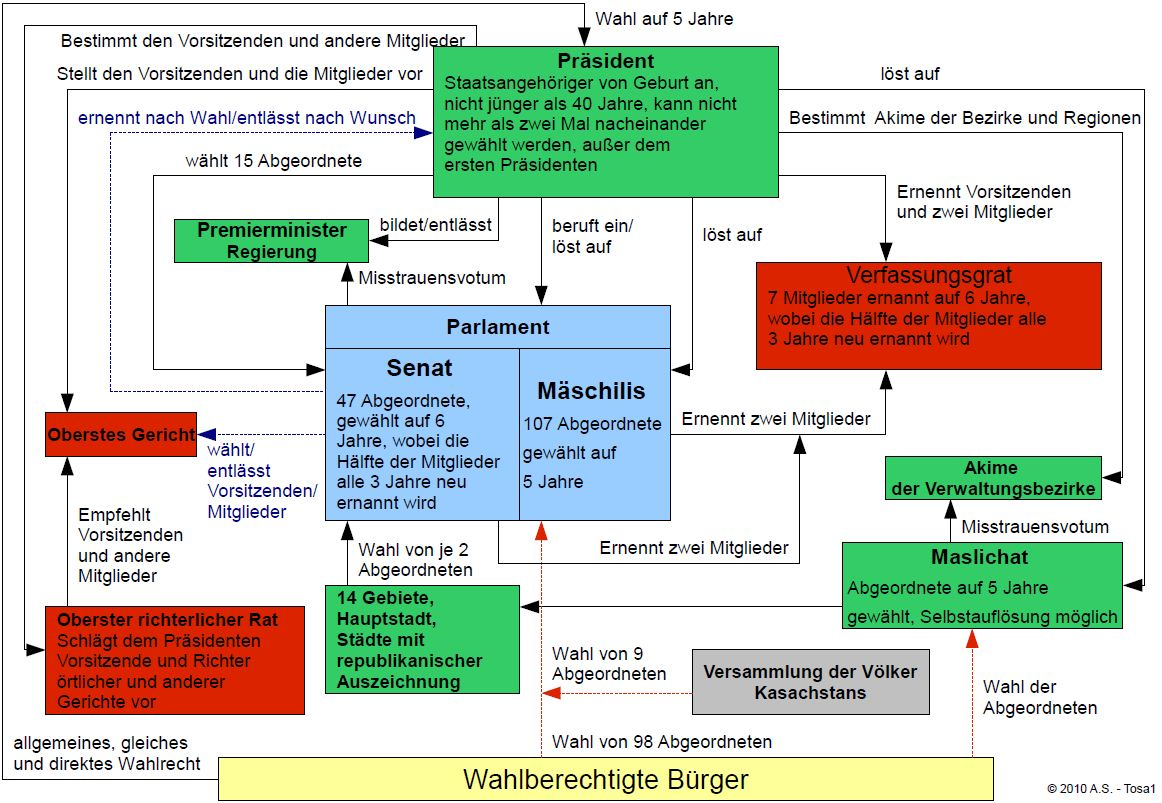
ارکان قانون اساسی قزاقستان

سیاست قزاقستان (انگلیسی: Politics of Kazakhstan) در چارچوب یک جمهوری ریاست جمهوری صورت می‌گیرد که به موجب آن رئیس‌جمهور قزاقستان رئیس دولت است و رئیس دولت را معرفی می‌کند. قدرت اجرایی توسط دولت اعمال می‌شود. قدرت قانون گذاری هم توسط دولت و هم توسط دو مجلس انجام می‌شود.
حکومت قزاقستان دمکراتیک و از نوع جمهوری ریاستی است. رئیس‌جمهور در راس کشور و دولت قرار دارد. قدرت اجرایی دست دولت بوده و قدرت قانونی دست پارلمان می‌باشد.
رهبر زمان کمونیسم قزاقستان یعنی نورسلطان نظربایف پس از استقلال به ریاست‌جمهوری قزاقستان رسید و از سال ۱۹۸۹ هم‌چنان در این منصب باقی مانده‌است. نورسلطان نظربایف در ۴ دسامبر ۲۰۰۵ میلادی انتخاب شد.
بر پایه قانونی که در سال ۲۰۱۰ میلادی در قزاقستان به تصویب رسید، نخستین رئیس‌جمهور قزاقستان حتی پس از استعفایش از مصونیت کامل قضایی برخوردار است. برپایه این قانون، نخستین رئیس‌جمهوری قزاقستان را نمی‌شود بازداشت کرد، محبوس کرد یا برای اعمالی که حین ریاست جمهوری خود یا پس از آن دوره انجام داده پاسخگو دانست. این مصونیت طبق قانون همچنین شامل دارایی‌های رئیس‌جمهور نخستین و خانواده او می‌شود.
در سال ۱۳۹۵ خورشیدی رئیس‌جمهوری قزاقستان طی حکمی «کریم ماسیموف» نخست‌وزیر قبلی را به مقام ریاست سازمان اطلاعات این کشور منصوب کرد. وی همچنین «بکیت‌جان ساگینتایف» را که تا آن زمان معاون نخست‌وزیر بود به عنوان نخست‌وزیر به مجلس پیشنهاد داد که با رأی اعتماد نمایندگان مواجه شد.
حملات اسلام‌گرایان در قزاقستان که بخش اعظمی از جمعیتش مسلمان هستند به ندرت اتفاق افتاده‌است. اما شهر آق‌تپه که در نزدیکی مرز با روسیه واقع است محل نخستین حمله انتحاری در قزاقستان در سال ۲۰۱۱ بود. به گفته مقامات قزاق از این کشور حدود ۳۰۰ نفر به سوریه و عراق رفته و در صف گروه‌های افراطی و به‌خصوص داعش پیوسته‌اند.
بنا به برنامه اصلاحات ارضی دولت قزاقستان، خارجی‌ها می‌توانند زمین‌های کشاورزی قزاقستان را در قراردادهای ۲۵ ساله اجاره کنند. این برنامه، نگرانی و اعتراضات کشاورزان و زمین‌داران قزاقستانی را در پی داشته که نگرانی آن‌ها این است که سرمایه‌گذاران چینی به این ترتیب زمین‌های آن‌ها را بگیرند. این اعتراض‌ها در ماه مه ۲۰۱۶ سرکوب شد و شماری نیز بازداشت شدند. اعتراضات خیابانی در قزاقستان نادر است و دولت نورسطان نظربایف، که از قبل از فروپاشی شوروی قدرت را در قزاقستان در اختیار دارد، با مخالفان به سختی برخورد می‌کنند. آخرین باری که در قزاقستان اعتراضات عمده‌ای برگزار شد در سال ۲۰۱۱ بود که کارگران صنعت نفت اعتصاب کردند. در آن مقطع پلیس با شلیک به معترضان ۱۴ نفر از آن‌ها را کشت.